# آرلونو
آرلونو (به ایتالیایی: Arluno) یک کومونه در ایتالیا است که در استان میلان واقع شده‌است.

## خصوصیات
آرلونو ۱۲٫۴ کیلومترمربع مساحت و ۱۱٬۸۸۲ نفر جمعیت دارد و ۱۵۶ متر بالاتر از سطح دریا واقع شده‌است.